# Gruchet-Saint-Siméon
Gruchet-Saint-Siméon è un comune francese di 717 abitanti situato nel dipartimento della Senna Marittima nella regione della Normandia.

## Società

### Evoluzione demografica
Abitanti censiti